# Iodure
L'ion iodure, noté I−, est la base conjuguée de l'acide iodhydrique.

## Description
L'ion iodure, de formule I−, est un atome d'iode qui a gagné un électron afin d'avoir une couche externe d'électrons saturée (configuration 5s25p6). Il porte une charge négative : il s'agit donc d'un anion. L'ion iodure existe surtout en solution, et il est incolore. La taille de I− supérieure à 200 pm de diamètre est à l'origine de la polarisabilité élevée de l'ion.

## Préparation
L'acide iodhydrique est un acide fort donc la préparation en solution aqueuse ou organique de I− peut se faire par simple dissolution d'un sel alcalin de cet ion comme NaI.
En fait on retrouve I− partout dans la nature, en particulier dans la mer d'où on peut l'extraire pour produire de l'iode.
I− est aussi un sous produit de nombreuses réactions organiques comme la réaction à l'iodoforme.

## Réactions
En chimie organique, l'ion iodure est un nucléophile fort qu'on retrouve très souvent dans les substitutions.
En chimie des complexes, l'ion iodure est une base molle qui a tendance à créer facilement des complexes voire à précipiter avec les acides mous en particulier l'ion Ag+ ce qui peut être utilisé dans les dosages.
En réaction d'oxydo-réduction, I− est le réducteur des couples I2/I− et I3−/I−.La réaction I2 + I− → I3− est d'ailleurs à l'origine de la meilleure solubilité de l'iode dans l'eau en présence d'ions I−. D'autre part I− est facilement oxydé par l'oxygène d'où la fréquence faible d'iodures dans les roches.

## Détection
L'ion iodure peut être déterminé par dosage spectrométrique indirect. Cette méthode est largement utilisée pour doser l'iode dans les urines. Elle est basée sur la réaction de Sandell et Kolthoff : 
```
      Ce
4+
 + 1/2 As
3+
 → Ce
3+
 + 1/2 As
5+
```

La vitesse de cette réaction est augmentée, et de manière proportionnelle, en présence de I−. Ainsi, la réduction de Ce4+ (absorbant à 420 nm, jaune) en Ce3+ (incolore) pourra être suivie par spectrométrie. Le dosage quantitatif sera réalisé grâce à l'utilisation de solutions étalonnées de I−. 

## Exemples
- Acide iodhydrique
- Iodure de potassium
- Iodure de sodium